# Rolene Strauss
Rolene Strauss (sinh ngày 22 tháng 4 năm 1992) là một hoa hậu người Nam Phi, người đã giành giải Hoa hậu Nam Phi 2014, vào tháng 12 cùng năm đã chiến thắng danh hiệu Hoa hậu Thế giới 2014. Cô là người Nam Phi thứ hai chiến thắng trong cuộc thi này và là người thứ 3 giữ danh hiệu Hoa hậu Thế giới từ quốc gia này.

## Cuộc sống
Strauss được sinh ra tại Volksrust, Nam Phi. Là con gái của nữ y tá Theresa và bác sĩ Hennie Strauss. Vào năm 2000 khi cô 8 tuổi, Rolene Strauss đã chứng kiến sự đăng quang của Jo-Ann Strauss trở thành Hoa hậu Nam Phi. Điều này khiến cô có ước mơ trở thành Hoa hậu Nam Phi, và cô đã làm được điều này vào tháng 3 năm 2014.
Rolene hiện là sinh viên y khoa năm thứ 4 tại Đại học Y Free State. Sau cuộc thi cô dự tính sẽ tiếp tục hoàn thành chương trình đại học và trở thành một bác sĩ như niềm đam mê của cô đã ấp ủ khi còn nhỏ.

## Tham dự các cuộc thi
Khi Strauss 15 tuổi cô đã tham gia và giành được quyền đại diện tại Elite Model Look International tại quê nhà. Cô là thí sinh trẻ nhất đã đánh bại 11 thí sinh khác trong cuộc thi.
Strauss đứng vị trí thứ 15 tại Elite Model Look International 2007 sau khi đánh bại 55 thí sinh. Năm đó người chiến thắng là người mẫu Bỉ Jennifer Messelier, theo sau đó là người mẫu Hà Lan Ymre Stiekema và người mẫu Séc Hana Jirickova. Thí sinh đáng chú ý từ Elite Model bao gồm Cindy Crawford, Stephanie Seymour và Gisele Bündchen. Không ai trong số họ thành công trong năm đó nhưng vẫn đạt những thành công quan tr5ng trong làng mẫu quốc tế.
Strauss đứng vị trí thứ 5 trong cuộc thi Hoa hậu Nam Phi 2011, người chiến thắng năm đó là Melinda Bam. Cô trở lại tham sự cuộc thi vào năm 2013 và giành danh hiệu Hoa hậu Nam Phi 2014 đại diện cho thành phố Free State của Bloemfontein vào ngày 30 tháng 03.
Sau khi giành được danh hiệu Hoa hậu Nam Phi, Rolene có được quyền tham dự cả hai cuộc thi là Hoa hậu Thế giới 2014 và Hoa hậu Hoàn vũ 2014. Vào tháng 12 cùng năm Rolene Strauss đã trở thành Hoa hậu Thế giới đồng nghĩa với việc cô sẽ không tham dự Hoa hậu Hoàn vũ, Á hậu 1 hoặc 2 sẽ thay cô tại Hoa hậu Hoàn vũ.
Rolene Strauss chiến thắng trong cuộc thi Hoa hậu Thế giới 2014 tại ExCel London, Vương quốc Anh và trở thành người thứ 3 từ Nam Phi chiến thắng cuộc thi này sau 40 năm kể từ khi Anneline Kriel chiến thắng năm 1974, và cũng là người châu Phi đầu tiên chiến thắng sau 13 năm.